# Spilosoma karschi
Spilosoma karschi är en fjärilsart som beskrevs av Max Bartel 1903. Spilosoma karschi ingår i släktet Spilosoma och familjen björnspinnare. Inga underarter finns listade i Catalogue of Life.